# Выборы в СССР

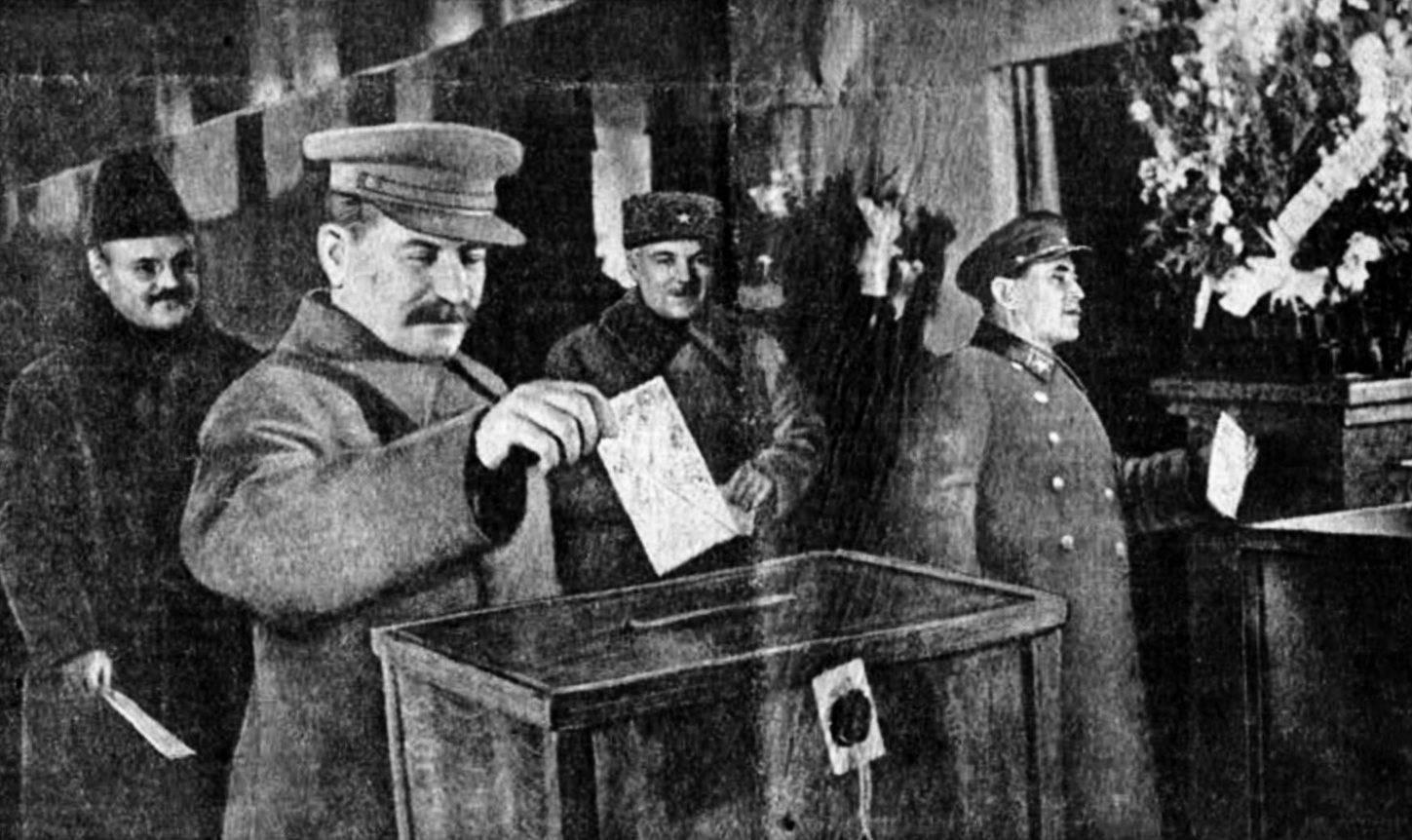
Сталин, Молотов, Ворошилов и Ежов голосуют на 58-м участке Ленинского избирательного округа гор. Москвы (дек. 1937)

Выборы в  СССР с ранних лет существования государства до Перестройки второй половины 1980-х годов проходили в однопартийной политической системе; на протяжении большей части истории государства использовалась избирательная система, основу которой заложила Конституция 1936 года, принятая в период сталинизма.
Избирательная система Советского Союза менялась с течением времени, основываясь на главе XIII временного Основного закона 1922 года, статьях 9 и 10 Конституции 1924 года и главе XI Конституции 1936 года, в соответствии с которыми были приняты избирательные законы. Конституция и законы применялись к выборам во всех Советах, начиная с Верховного Совета Советского Союза, союзных республик и автономных республик и заканчивая областями, районами и городами. В 1936 году голосование было объявлено тайным и прямым при всеобщем избирательном праве. Однако на практике после 1936 до 1987 года закрепилась практика безальтернативных выборов, и избиратели могли голосовать против предварительно выбранных КПСС кандидатов, только испортив свой бюллетень или проголосовав против всех, в то время как за кандидатов можно было проголосовать, просто подав незаполненный бюллетень.
Указ 1945 года разрешал военнослужащим Красной Армии, находящимся за пределами Советского Союза, голосовать за обе палаты Верховного Совета СССР (Совет Союза и Совет Национальностей) в специальных округах численностью 100 000 человек. Впервые эти положения были введены в действие на выборах в законодательные органы в 1946 году и продолжали действовать в течение последующих десятилетий, поскольку Красная Армия продолжала свое присутствие в Восточном блоке.

## Избирательная система, определённая Конституцией СССР

### Конституция РСФСР 1918 года
Глава XIII
Статья 64. Правом избирать и быть избранными в Советы пользуются, независимо от вероисповедания, национальности, оседлости и т. п., следующие обоего пола граждане Российской Социалистической Федеративной Советской Республики, коим ко дню выборов исполнилось восемнадцать лет:
а) все добывающие средства к жизни производительным и общественно-полезным трудом, а также лица, занятые домашним хозяйством, обеспечивающим для первых возможность производительного труда, как-то: рабочие и служащие всех видов и категорий, занятые в промышленности, торговле, сельском хозяйство и проч., крестьяне и казаки-земледельцы, не пользующиеся наемным трудом с целью извлечения прибыли.
б) солдаты Советской армии и флота.
в) граждане, входящие в категории, перечисленные в пунктах «а» и «б» настоящей статьи, потерявшие в какой-нибудь мере трудоспособность.
Примечание 1. Местные Советы могут с утверждения Центральной власти понижать установленную в настоящей статье возрастную норму.
Примечание 2. Из лиц, не вступивших в число российских граждан, пользуются активным и пассивным избирательным правом также лица, указанные в ст. 20 (раздел второй, глава пятая).
Статья 65. Не избирают и не могут быть избранными, хотя бы они входили в одну из вышеперечисленных категорий:
а) лица, прибегающие к наемному труду с целью извлечения прибыли;
б) лица, живущие на нетрудовой доход, как-то проценты с капитала, доходы с предприятий, поступления с имущества и т. п.;
в) частные торговцы, торговые и коммерческие посредники;
г) монахи и духовные служители церквей и религиозных культов;
д) служащие и агенты бывшей полиции, особого корпуса жандармов и охранных отделений, а также члены царствовавшего в России дома;
е) лица, признанные в установленном порядке душевно-больными или умалишенными, а равно лица, состоящие под опекой;
ж) лица, осужденные за корыстные и порочащие преступления на срок, установленный законом или судебным приговором.
Глава XIV
Статья 66. Выборы производятся, согласно установившимся обычаям, в дни, устанавливаемые местными Советами.
Статья 67. Выборы производятся в присутствии избирательной комиссии и представителя местного Совета.
Статья 68. В тех случаях, когда присутствие представителя Советской власти оказывается технически невозможным, его заменяет председатель избирательной комиссии, а за отсутствием такового — председатель избирательного собрания.
Статья 69. О ходе и результате выборов составляется протокол за подписью членов избирательной комиссии и представителя Совета.
Статья 70. Подробный порядок производства выборов, а равно участие в них профессиональных и иных рабочих организаций определяется местными Советами согласно инструкции Всероссийского Центрального Исполнительного Комитета Советов.

### Конституция СССР 1924 года
Глава III: О Съезде Советов Союза Советских Социалистических Республик
Статья 9. Съезд советов Союза советских социалистических республик составляется из представителей городских советов и советов городских поселений — по расчету 1 депутат на 25 000 избирателей и представителей сельских советов — по расчету 1 депутат на 125 000 жителей.
Статья 10. Делегаты на Съезд Советов Союза ССР избираются на губернских съездах советов. В тех республиках, где нет губернских объединений, делегаты избираются непосредственно на съезде советов данной республики.

### Конституция СССР 1936 года
Глава XI : Избирательная система
Статья 134. Выборы депутатов во все Советы депутатов трудящихся: Верховный Совет СССР, Верховные Советы союзных республик, краевые и областные Советы депутатов трудящихся, Верховные Советы автономных республик, Советы депутатов трудящихся автономных областей, окружные, районные, городские и сельские (станицы, деревни, хутора, кишлака, аула) Советы депутатов трудящихся — производятся избирателями на основе всеобщего, равного и прямого избирательного права при тайном голосовании.
Статья 135. Выборы депутатов являются всеобщими: все граждане СССР, достигшие 18 лет, независимо от расовой и национальной принадлежности, вероисповедания, образовательного ценза, оседлости, социального происхождения, имущественного положения и прошлой деятельности, имеют право участвовать в выборах депутатов и быть избранными, за исключением умалишенных и лиц, осужденных судом с лишением избирательных прав.
Статья 136. Выборы депутатов являются равными: каждый гражданин имеет один голос; все граждане участвуют в выборах на равных основаниях.
Статья 137. Женщины пользуются правом избирать и быть избранными наравне с мужчинами.
Статья 138. Граждане, состоящие в рядах Красной Армии, пользуются правом избирать и быть избранными наравне со всеми гражданами.
Статья 139. Выборы депутатов являются прямыми: выборы во все Советы депутатов трудящихся, начиная от сельского и городского Совета депутатов трудящихся вплоть до Верховного Совета СССР, производятся гражданами непосредственно путем прямых выборов.
Статья 140. Голосование при выборах депутатов является тайным.
Статья 141. Кандидаты при выборах выставляются по избирательным округам.
Право выставления кандидатов обеспечивается за общественными организациями и обществами трудящихся: коммунистическими партийными организациями, профессиональными союзами, кооперативами, организациями молодежи, культурными обществами.
Статья 142. Каждый депутат обязан отчитываться перед избирателями в своей работе и в работе Совета депутатов трудящихся и может быть в любое время отозван по решению большинства избирателей в установленном законом порядке.

## Выборы в 1920-е годы
До провозглашения Конституции 1936 года выборы в Советы всех уровней, кроме местных городских и сельских (с пятикратным превосходством горожан в числе представителей), были непрямыми, проводимыми нижестоящими Советами меньшего масштаба. Однако прямые выборы в волостные или заводские Советы теоретически были конкурентными, к заполнению документов допускались кандидаты от различных организаций, хотя постоянное лишение избирателей права голоса и преследование любой активности в ходе кампании было нормой. В первой половине 1920-х выборы в советы контролировались партией через меры вроде репрессий, принудительного переголосования и заранее согласованных беспартийных кандидатов. Выборы зимы 1924-1925 были отменены после того, как правительство СССР взяло курс на некоторую политическую либерализацию и "оживление советов": была установлена минимальная явка в 35% и была инструкция выдвигать беспартийных кандидатов не заранее утвержденных ячейками, а поддерживаемых населением.
К моменту выборов во Всесоюзный съезд Советов января 1924 года в стране установилась однопартийная система: в декабре 1922 года на выборах в Съезд кроме большевиков и беспартийных депутатов было четыре представителя зарегистрированных партий: от Поалей Цион и социалисты-федералистов Грузии; в 1923–1924 годы были окончательно разгромлены эсеры и меньшевики, установилась однопартийная система.
В 1920-е годы, как правило, альтернативой кандидату от партии были беспартийные, выдвигаемые, например, рабочими определённого завода. Сталинская конституция гарантировала тайное и равное голосование при всеобщем избирательном праве; прежние конституции этого не гарантировали: голосование в советах было открытыми публичным, а так называемые "лишенцы", считавшиеся "эксплуататорами", не могли участвовать в политической жизни. Это предусматривалось, во-первых, "временными мерами борьбы с попытками эксплуататоров отстоять или восстановить свои привилегии", которые в программе РКП(б) 1919 года предполагалось постепенно отменять, и сама идея организации Советов, появившихся во время революции 1905-1907 года, где голосовали публично, и где все были членами одного класса; крестьянские советы, по мнению Бориса Соколова, напоминали деревенские сходы. Ленин в 1906 году обратил внимание на советы и описал их следующим образом: «Эти органы создавались исключительно революционными слоями населения... вне всяких законов и норм всецело революционным путём... Это были, несомненно, зародыши нового, народного, или революционного правительства. По своему социально-политическому характеру это была, в зачатке, диктатура революционных элементов народа». Однако, во-первых, опыт Советов не был однороден, так как Советы не имели единых норм и различались в зависимости от формировавших их слоёв, а во-вторых, в Советах не было позже введённых большевиками норм, таких как цензы и неравное представительство. В этих вопросах большевики использовали опыт Российской империи, избирательная система которой также отличалась цензом и неравным представительством, однако в то время как упразднённая в сентябре 1917 года имперская система ориентировалась на сохранение положения господствующих классов и слоёв (дворян, зажиточных граждан, мужчин), большевики попытались её "перевернуть": цензу подвергались теперь "нетрудовые элементы" и контрреволюционеры и служащие имперских силовых структур; от имперской системы были также заимствованы непрямые выборы. Каутский критиковал эти меры как несоответствующие марксистской идее диктатуры пролетариата и опыту Парижской коммуны. Для соответствия принципам диктатуры промышленного пролетариата, который не мог быть многочисленным в крестьянской стране, неравное представительство было организовано в пользу жителей города, что позже стало проблемой, так как в сочетании с признанием нэпманов и мелких собственников "трудящимися" эти меры обеспечивали не доминирование рабочих, а доминирование городского мещанства. Помимо введения цензов, большевики также отменили и демократизировали цензы, имевшиеся до этого: был отменён имущественный и гендерный цензы и ценз гражданства, а возрастной ценз был понижен до 18-ти лет, что дало поддержку дискриминируемых в дореволюционной России слоёв - молодёжи, женщин и национальных меньшинств. Публичное коллективное голосование обосновывалось тем, что, во-первых, "в пролетарском государстве избирателям опасаться нечего", в отличие от буржуазных режимов, а во-вторых, неграмотностью населения.
Во время Гражданской войны Советы были подчинены РКП(б) через силовое подавление других политических сил и устранение других левых политических партий. К 1920 году крупной оппозиционной силой, избиравшейся в Советы оставалось только левое крыло меньшевиков, ориентировавшееся на законное сотрудничество с большевиками, однако они подвергались репрессиям, формально из-за сотрудничества правых меньшевиков с белыми, а в декабре 1921 года партия была запрещена постановлением Политбюро РКП(б) «О меньшевиках». За сохранение власти независимых Советов подымались восстания, такие как Западно-Сибирское и Кронштадтское, однако они были подавлены; внутри партии в защиту демократии советов выступали Рабочая оппозиция и Рабочая группа Г. Мясникова. Троцкий в 1936 году описывал давление партии на Советы как "временную меру", оправданную "Гражданской войной, блокадой, интервенцией и голодом", и в первые годы, по его мнению, однопартийная система компенсировалась борьбой фракций внутри партий; фракции, впрочем, были запрещены ещё на X съезде РКП(б) в 1921 году. По мнению И. Дойчера, в 1923-1924 годы Троцкий стремился реформировать партию, таким образом делая первый шаг к восстановлению многопартийности.
В 1927 году Генри Брэйлсфорд, побывавший в СССР, писал, что «никакие важные политические вопросы никогда не решаются на советских выборах», и что основными целями выборов являются выбор «лиц, которые будут выполнять повседневную административную работу» и «единодушие» в «большой семье». Тем не менее, хотя возможности несогласных с властью ВКП(б) были крайне ограничены репрессиями и наличием прямых выборов только на местных уровнях, проводились попытки провести несогласных как беспартийных кандидатов. Так, на выборах 1929 года с одной стороны, Левая оппозиция продвигала своих кандидатов взамен выдвинутых официально ВКП(б), а с другой — церковники, стремившиеся влияние на Съезд через беспартийных; беспартийные набирали популярность из-за таких проблем, как выделение бюджета Коминтерну, требования введения подобных профсоюзам крестьянских организаций, господство партийной номенклатуры и этнические конфликты; проводились акции против официальных кандидатов, а в некоторых провинциальных районах партийные подвергались физическому нападению.

## Выборы с 1936 года

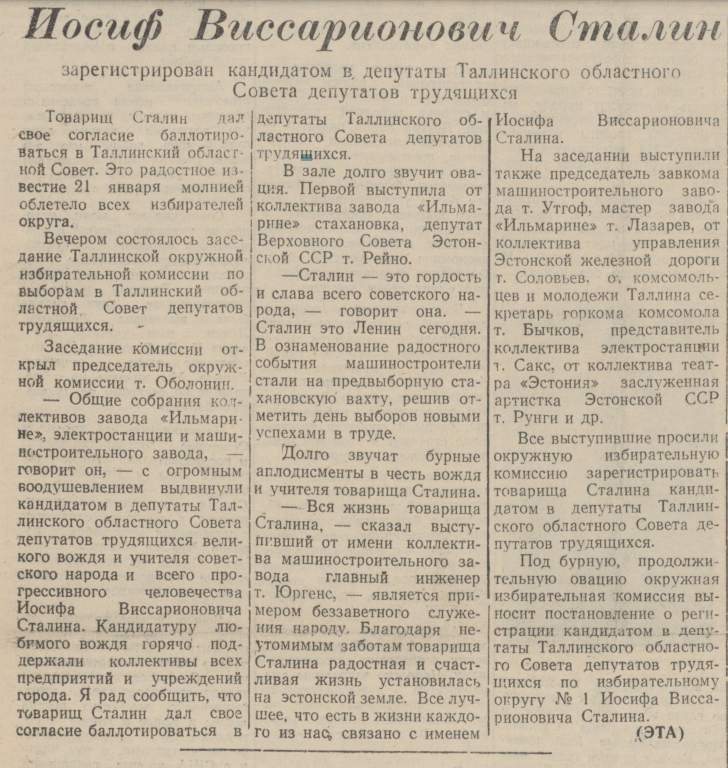
Заметка газеты "Нарвский рабочий" о регистрации Сталина кандидатом в депутаты Таллинского областного Совета, январь 1953 года. В избирательном бюллетене Сталин был единственным кандидатом в облсовет.

Несмотря на диктатуру партии, выборы не были безальтернативными до введения сталинской конституции и появления так называемого 'Блока коммунистов и беспартийных'. В 2018 году российский Центризбирком в своём журнале "Гражданин. Выборы. Власть" со ссылкой на собственный архив ("ГАРФ. Ф. Р-7522. Оп. 1. Д. 23. Л. 54.") опубликовал следующую цитату И. В. Сталина: 
«Выставлять кандидатов от коммунистов отдельно от беспартийных нет необходимости, так как у компартии единственной и главной целью являются интересы всех трудящихся, и поэтому кандидаты от партии и беспартийных будут совпадать, потому что совпадают их интересы».
С 1936 года высшим законодательным органом СССР стал Верховный Совет, подобный парламенту, заменивший собой Всесоюзный съезд Советов. Выборы в Советском Союзе проводились каждые 4 года. Кандидаты могли быть как коммунистами, так и независимыми, но они должны были быть одобрены Коммунистической партией.
Помимо безальтернативных выборов, были введены принципы всеобщего, прямого и тайного голосования, характерные для буржуазных избирательных систем, а цензы были отменены. Это объяснялось тем, что по мере продвижения к социализму диктатура пролетариата заменяется "народной диктатурой" из-за освобождения общества от классового антагонизма и укреплением влияния пролетариата; при этом объявлялось "укрепление диктатуры" и сохранение однопартийной системы. Сталин это объяснял следующим образом: "Коль скоро нет классов, коль скоро грани между классами стираются, остается лишь некоторая, но не коренная разница между различными прослойками социалистического общества, не может быть питательной почвы для создания борющихся между собой партий. Где нет нескольких классов, не может быть нескольких партий, ибо партия есть часть класса". Троцкий критиковал реформы и объяснения Сталина как, во-первых, противоречащие большевистскому опыту, а во-вторых, как противоречащие самим себе, на деле лишь демонстрирующие усиление власти бюрократии. Так, если общество достигло такого уровня развития, что устраняются классовые различия, а необходимость цензов исчезает, то оно должно сопровождаться ослаблением
бюрократии и государственного принуждения и увеличением числа партий в соответствии с усложнением структуры общества, так как "примера, где одному классу соответствовала бы только одна партия, не найти на всем протяжении политической истории, если, конечно, не принимать полицейской видимости за реальность", однако наблюдается лишь противоположное, чего не отрицала и сама ВКП(б); так как коллективное публичное голосование изначально вводилось на том основании, что избирателям "нечего бояться", такая установка должна была сохраниться и по мере продвижения к социализму, в то время как в капиталистическом обществе "тайна голосования должна защищать эксплуатируемых от террора эксплуататоров", и введение тайного голосования означает лишь сохранение "террора эксплуататоров" в "социалистическом" обществе.
Размещённые на избирательных участках агитаторы также выполняли и функции информаторов, собирая сведения о гражданах, в разговорах которых были слышны недовольство избирательным процессом и призывы вычёркивать фамилии кандидатов или вписывать в бюллетени деятелей оппозиции; избирательные бюллетени просматривались, фиксировалась случаи порчи бюллетеней и различных "к-р приписок", выражавшие несогласие избирателей.
Одной из главных целей выборов было продемонстрировать единство населения. Если Сталину удавалось собрать большую явку избирателей, пусть и за одного кандидата, его можно было рассматривать как легитимного лидера; всенародное одобрение кандидата от партии должна была бы демонстрировать удовлетворенность граждан политикой правительства.
В Советском Союзе даже при наличии только одного заранее одобренного кандидата в избирательном бюллетене он мог теоретически проиграть выборы, и такие случаи происходили, пусть лишь на низших уровнях, и избираемому нужно было поддерживать необходимый уровень местного благосостояния, чтобы набрать более 50 % голосов. Хотя это и не является определением демократии, у советского народа всё равно был выбор — принять или «запросить» нового кандидата от партии. При пороге в 50 % голосов у недовольных граждан была возможность собирать группы и голосовать группами против кандидата, что в теории позволяло им оказывать небольшое влияние на государство, однако из-за давления со стороны властей такой сценарий был довольно редким.
Как пишет Джером Гилсон, для достижения подобных целей и дискредитации выборов на местах практиковалась практика подачи гражданами сразу нескольких бюллетеней: например, если на выборах было бы подано около двух миллионов голосов «против», то «несогласные» составляли бы от 500 000 до 700 000 голосов на этих выборах.

## Структура Верховного Совета
Новая конституция утвердила вместо Съезда Советов Верховный Совет СССР — парламент, состоящий из двух палат — Совета Союза и Совета Национальностей. На каждые 300 000 советских граждан приходился один депутат, избиравшийся на основе всеобщего избирательного права сроком на четыре года. Совет Национальностей был разделен по этническому признаку: он состоял из представителей от каждой союзной республики, автономных республик, автономных областей и автономных округов. Союзной республике предоставлялось 32 депутата, что давало им большую власть над меньшими автономными образованиями: по мере продвижения от союзных республик к автономным округам назначалось все меньше и меньше депутатов, независимо от численности населения.

## Список всесоюзных выборов СССР

### Выборы 1946 года
В ночь на 9 февраля 1946 года Сталин вышел на сцену и был встречен огромной аудиторией избирателей, выступив с речью, в которой объявил победу в войне доказательством легитимности существовавшего строя:
«Война показала, что советский общественный строй является подлинно народным строем, <...> вполне жизнеспособной и устойчивой формой организации общества... Теперь речь идет уже не о том, жизнеспособен или нет советский общественный строй, ибо после наглядных уроков войны никто из скептиков не решается больше выступать с сомнениями насчет жизнеспособности советского общественного строя. Теперь речь идет о том, что советский общественный строй оказался более жизнеспособным и устойчивым, чем несоветский общественный строй, что советский общественный строй является лучшей формой организации...»
Выборы в Верховный Совет состоялись на следующий день. Из 101 718 000 человек, имевших право голоса, примерно 325 000 человек были лишены права голоса по множеству причин. Также впервые военнослужащим Красной Армии было разрешено голосовать за пределами Советского Союза, в небольших округах по 100 000 человек. Окончательные результаты показали явную победу коммунистов в обеих палатах Верховного Совета, в которых Николай Шверник получил свой первый полный срок в качестве председателя Президиума, после того как был назначен исполняющим обязанности председателя после смерти Михаила Калинина.
В результате Иосиф Сталин был переизбран на пост председателя Совета народных комиссаров СССР, и его правление продолжалось следующие четыре года. На этот раз Сталин получил 682 депутатских голоса в Совете Союза и 657 депутатов в Совете Национальностей. Это было значительное увеличение по сравнению с предыдущими выборами и свидетельствовало о положительном темпе роста поддержки Сталина избирателями.

### Выборы 1950 года
Из 111 116 378 избирателей, имеющих право голоса, пришли голосовать 111 090 010 человек. Результаты показали большую поддержку КПСС, поскольку она получила 678 голосов от Совета Союза (580 КПСС) и 638 голосов от Совета Национальностей (519 КПСС), а остальные голоса были получены от независимых кандидатов и комсомольских выдвиженцев, представляющих молодежь. Николай Шверник был переизбран председателем Президиума.

### Выборы 1954 года
Выборы 1954 года были первыми в послесталинскую эпоху Советского Союза, и впервые Никита Хрущев будет участвовать в них, на этот раз в качестве лидера партии.
Общая явка избирателей составила 120 750 816 человек, что дало КПСС явное преимущество, победив 1080 против 297 (независимые), обеспечив полный контроль над двумя палатами Верховного Совета. Георгий Маленков был избран на свой первый полный срок в качестве премьер-министра, а Климент Ворошилов был избран на свой первый полный срок в качестве председателя Президиума.

### Выборы 1962 года
Последние выборы, в которых принимал участие Никита Хрущёв.
По официальным данным, явка составила 140 022 359 человек, которые избрали 1094 депутата КПСС и 349 независимых депутата. По итогу выборов Леонид Брежнев подтвердил своё кресло председателя Президиума, а Хрущёв сохранил за собой пост премьер-министра.

### Выборы 1989 года

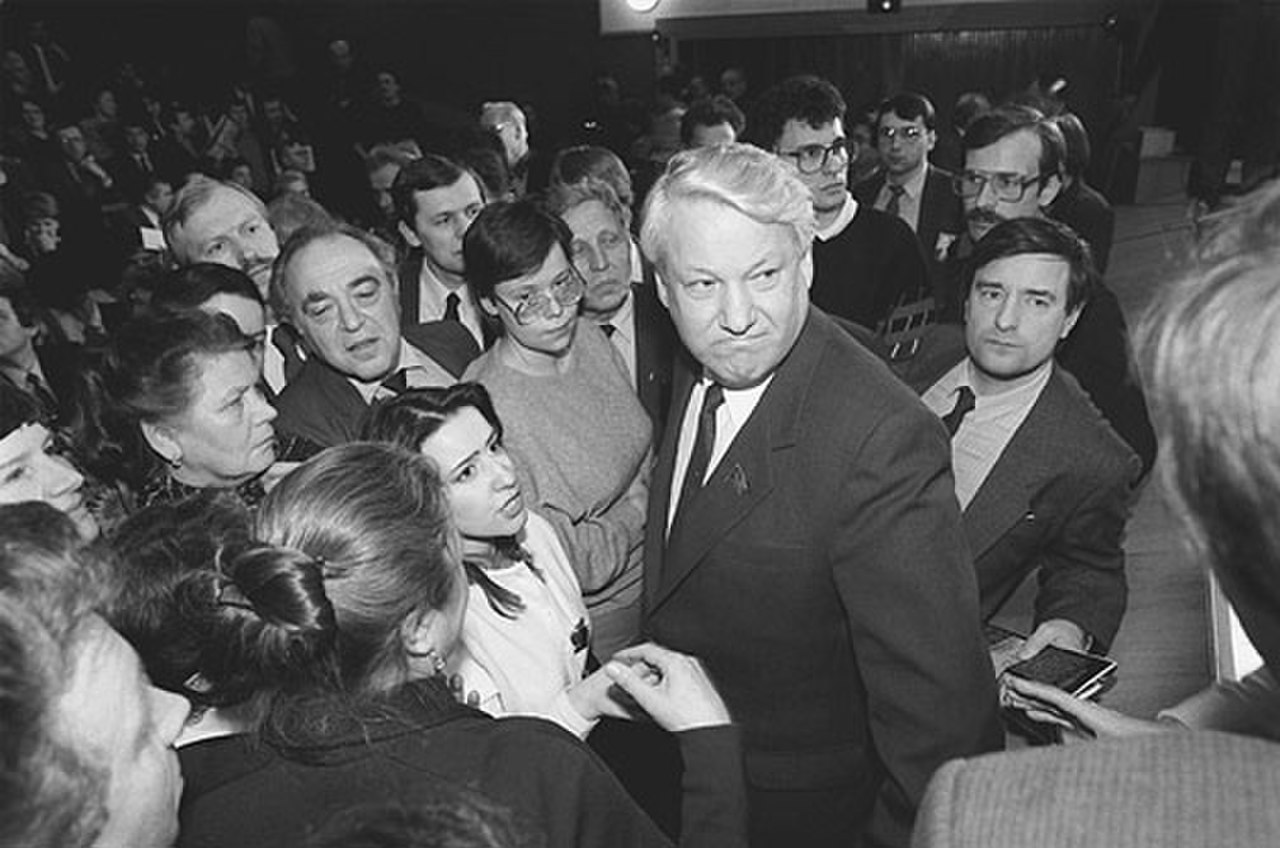